# Micropygoida
Micropygoida é uma ordem de ouriços-do-mar (Echinoidea) regulares.

## Descrição
Os membros da ordem Micropygoida são ouriços-do-mar de morfologia corporal regular, caracterizados por testa ("concha") de forma globosa, com a boca (peristoma) situado ao centro da face oral (face inferior do corpo) e o ânus (periprocto) em posição oposta (na parte apical da testa), onde também se situam os orifícios genitais e o madreporito.
O disco apical é reduzido e monocíclico e as placas genitais são muito alongadas radialmente.
As placas interambulacrárias apresentam diversos tubérculos de dimensão homogénea, perforados e não crenulados. Alguns pés ambulacrários da face aboral apresentam uma forma característica em umbela. O peristoma é reduzido e os radíolos (espinhos) são ocos.
O registo fóssil desta ordem é conhecido desde o Eoceno, conhecendo-se apenas duas espécies extantes. com distribuição natural na região do Indo-Pacífico.

## Lista de famílias
A base de dados taxonómicos WRMS inclui uma única família nesta ordem, fazendo dela um taxon monotípico:
- Família Micropygidae Mortensen, 1903b
  - Género Kierechinus Philip, 1963a †
  - Género Micropyga A. Agassiz, 1879
    - Micropyga tuberculata A. Agassiz, 1879
    - Micropyga violacea de Meijere, 1903